# Андреевка (Благовещенский район)
Андре́евка (баш. Андреевка) — деревня в Благовещенском районе Республики Башкортостан Российской Федерации. Входит в состав Николаевского сельсовета.

## География

### Географическое положение
Находится на берегу реки Белой. 
Расстояние до:
- районного центра (Благовещенск): 17 км,
- центра сельсовета (Николаевка): 6 км,
- ближайшей ж/д станции (Загородная): 38 км.

## История
Эта деревня расположена на реке Белой, у впадения в нее небольшой речушки Золотухи. Деревня появилась предположительно в 1860-е годы. По одной из версий, название деревни связано  с Андреем Дмитриевичем Дашковым. Относилась к приходу села Николаевки, крестьяне деревни образовывали одноименное сельское общество. Среди крестьян Андреевки больше всего было Безруковых и Рассказовых, также проживали Гагины, Антипины, Дунюшкины, Сафроновы, Левановы, Якины, Чудиновы и другие. Судя по фамилиям, большинство жителей Андреевки (если не все) являлись внутриуездными переселенцами из бывших удельных крестьян нескольких деревень, в частности - Безруковы, Рассказовы и Дунюшкины переселились из Гуровки. 
В 1895 году в Андреевке было 42 двора и 269 человек. В начале XX века в деревне появилась земская одноклассная школа, в 1909 году в ней обучалось 45 детей.
К 1913 году насчитывалось 49 хозяйств и 398 крестьян, все входили  в земельное товарищество, в собственности которого находилась вся земля -1922,64 десятины. Большинство крестьян относились к категории зажиточных, 21 хозяин имел более 40 десятин земли, 6 хозяев - от 30 до 40, 15 - от 20 до 30 десятин. В девяти хозяйствах засевалось более 10 десятин пашни, в 13 хозяйствах - от 6 до 10 десятин. 11 хозяев держали не менее четырех рабочих лошадей, 19 - по три лошади, 14  - по две; 19 хозяев держали не менее трех коров, 20 - по две коровы. К откровенным беднякам относились только две семьи: имели  менее 5 десятин земли, засевали менее двух десятин  пашни, держали по одной лошади. Во время Первой мировой войны уроженец Андреевки Максим Иванович Рассказов участвовал в знаменитом Брусиловском прорыве, был награжден двумя Георгиевскими крестами и произведен в офицеры. 
К 1917 году в Андреевской школе учительствовала О.М. Рассказова. 
В 1917 году в Андреевке насчитывалось 54  домохозяйства и 428 человек. Больше всего земли было у братьев Поступовых - 59 -летнего Федосея и 55- летнего Ивана Алексеевичей. Федосей имел 77 десятин земли, засевал 17 десятин, держал пять лошадей, семь коров и 60 овец. Его семья состояла из десяти человек. У Ивана было 8 человек в .семье, а его хозяйство включало десятины земли, шесть лошадей, семь коров,  овец и девять свиней. Настоящими богатеями были братья Сафроновы - 59- летний Степан и 54- летний Дмитрий Федоровичи. Хозяйство Степана включало 50 десятин земли, 14,33 десятины посева, шесть лошадей, восемь коров и 33 овцы. Дмитрий Сафронов (десять человек в семье) имел 68 десятин земли, засевал 22,3 десятины, держал девять лошадей, девять коров и 30 овец (по хозяйственным показателям именно Дмитрия можно считать первым богачом в деревне). Другими  братьями- богатеями были Якины- 58-летний Михей и 49-летний Андрей Дмитриевичи. Михей имел 46 десятин земли, засевал 15,95 десятины, держал четырех лошадей, шесть коров, 30 овец и девять свиней. Андрей Якин имел 70,78 десятины земли, засевал 15 десятин, держал шесть лошадей, семь коров, 30 овец и 11 свиней. Богатым крестьянином был и 58-летний Лукьян Степанович Антипин (семь человек в семье): имел 74 десятины земли, засевал 17 десятин, держал пять лошадей, четырех коров, и 32 овцы. Большой интерес представляет семья, главой которого записан 18-летний Николай Прокопьевич Гаврилов. Она состояла из восьми человек, включая 45-летнюю мать и 80-летнюю бабушку Николая. Хозяйство Гавриловых включало 65,3 десятины земли, 14,5 десятины посева, пять лошадей, семь коров, 28 овец и семь свиней. К крепким хозяевам относились и братья Безруковы - 49 -летний Захар и 45-летний Афанасий Васильевичи. Семья Захара состояла из десяти человек, а его хозяйство включало 40,99 десятины земли, 13,8 десятины посева, шесть лошадей, семь коров, 45 овец и шесть свиней. Афанасий имел 38,8 десятины земли, засевал 11,5 десятины, держал четырех лошадей, четырех коров, 23 овцы, двух свиней. 
С советских времен Андреевка относится к Николаевскому сельсовету. В 1931 году в деревне был организован колхоз "Дуброво", первым председателем которого стал Семен Захарович Безруков. В 1950 году этот колхоз вошел в состав большого колхоза имени Жданова. 

## Население
| 2002 | 2009 | 2010 |
| ---- | ---- | ---- |
| 26   | ↘25  | ↗33  |

Национальный состав
Согласно переписи 2002 года, преобладающая национальность — русские (77 %).
Динамика населения: в 1939 году зафиксировано 422 человека, в 1959- 204, в 1989- 63, в 2010 - 33. В 2015 году в деревне проживало только 23 человека.